# Banesto
Banesto (officiellement Banco Español de Crédito, S.A., BMAD : BTO) est une banque espagnole du Grupo Santander. Il s'agit de l'une des principales banques espagnole avec plus de 3 millions de clients et 1 600 agences.

## Histoire

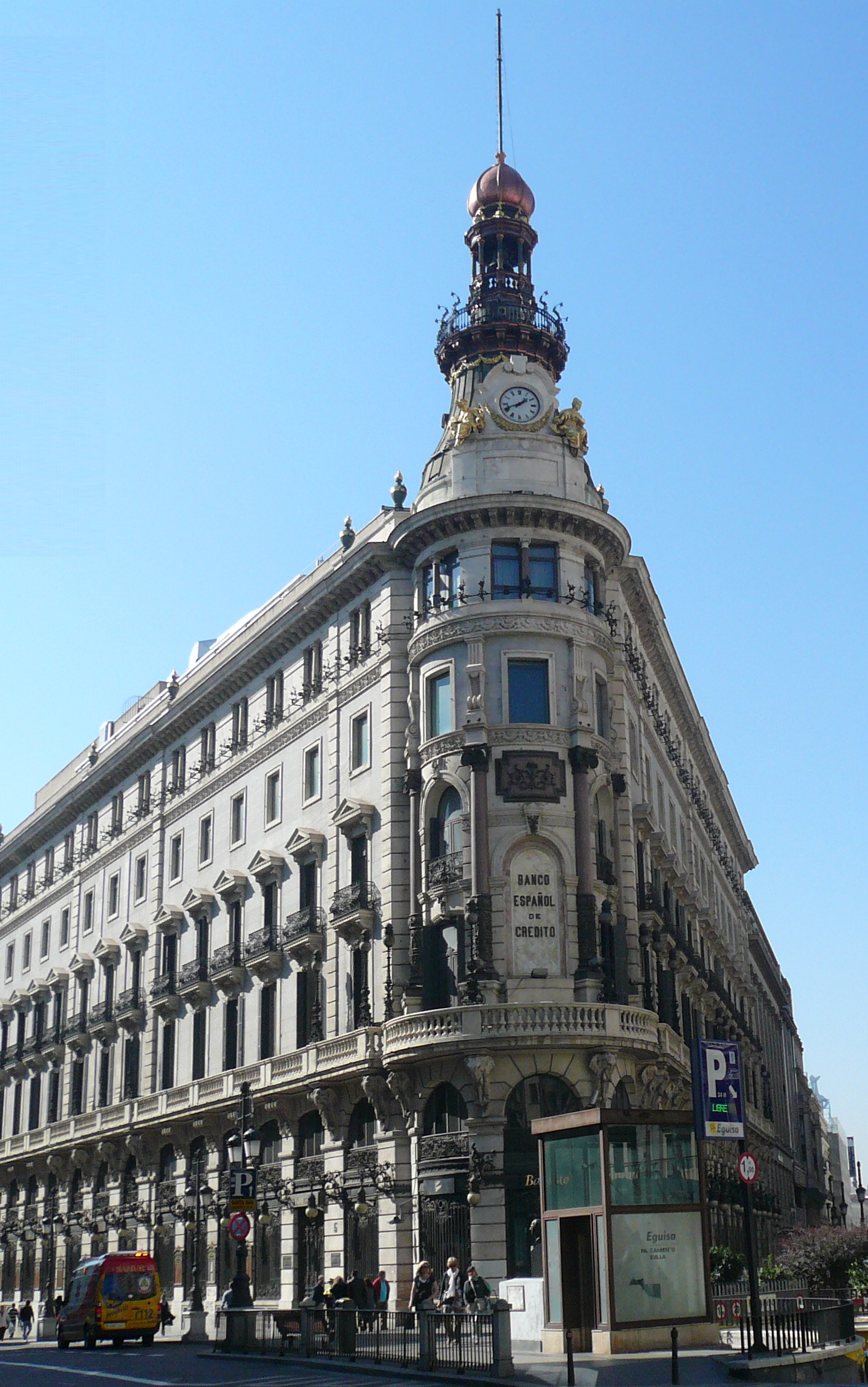
Banco Español de Crédito, Madrid.

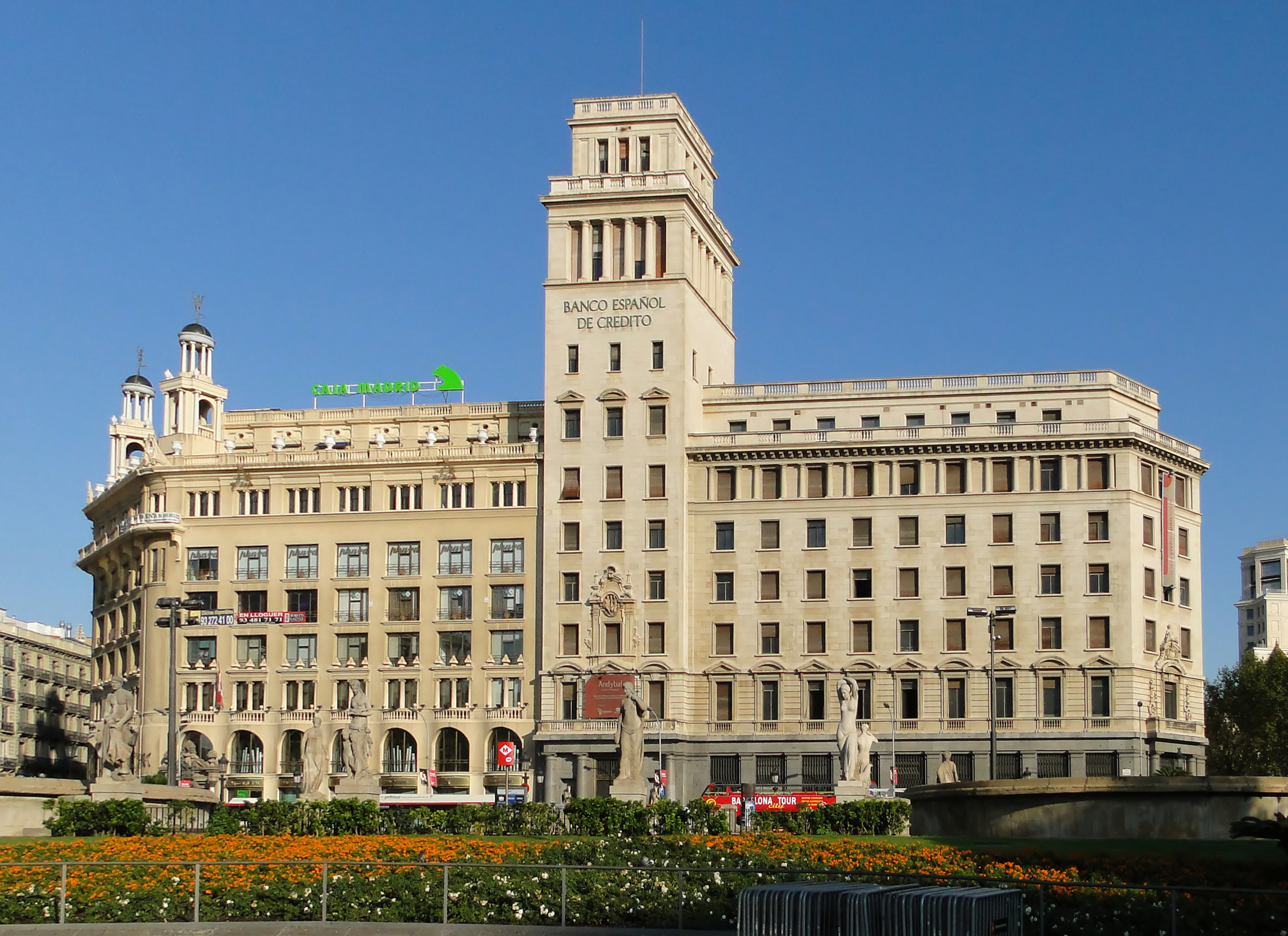
Banco Español de Crédito sur la place de Catalogne, Barcelone.

### Fondation
José Luis García Ruiz a résumé ainsi la gestation paradoxale de la Banesto:

« De la Banque espagnole de crédit (Banesto), il a été dit à l'origine qu'elle n'était ni une banque (plutôt une holding), ni espagnole (car la majeure partie du capital était entre des mains françaises), ni de crédit, pour la même raison qu'on lui refusait le statut de banque. »

Le Banco Español de Crédito tire ses origines d'une société bancaire à capitaux français qui, sous l'impulsion d'Isaac Pereire, est constituée à Madrid le 28 janvier 1856, en vertu de la nouvelle loi sur les sociétés de crédit, sous le nom de Sociedad General de Crédito Mobiliario Español. Cette société se consacre essentiellement à couvrir le déficit budgétaire du gouvernement espagnol, par l'achat d'obligations d'État et de prêts financiers à des entreprises publiques.
Après la crise de 1898, les réformes financières de Raimundo Fernández Villaverde de 1900 et le rapatriement des capitaux en provenance des anciennes colonies américaines, les actionnaires décident de liquider la société et d'en créer une nouvelle, la Banque de crédit d'Espagne. Celle-ci est fondée le 1er mai 1902, avec un capital social de 20 millions de pesetas représenté par 80 000 actions d'une valeur nominale de 250 pesetas. Le promoteur de la banque est un groupe français (dont les principaux actionnaires sont le Crédit mobilier espagnol (es) et la Banque de Paris et des Pays-Bas) dirigé par Gustave Pereire, administrateur de la Compañía de los caminos de hierro del Norte. À cette initiative s'associent Cayetano Sánchez Bustillo (es) et León Cocagne (sous-directeur de la Banco Hipotecario de España) au nom d'un groupe d'investisseurs espagnols. Le premier bureau est situé dans le Paseo de Recoletos (es) à Madrid.

### Essor
Au début du XXe siècle, l'essor du nationalisme économique espagnol trouve son reflet dans les relations conflictuelles entre directeurs français et espagnols de la banque. En 1927, sous la dictature de Primo de Rivera, la banque passe entièrement sous pavillon espagnol.
À partir de 1940 commence un processus d'expansion et d'absorption des entités qui la place parmi les principales banques espagnoles. En 1955, elle acquiert la Banco de Vitoria (qui reste une filiale jusqu'à son intégration en 2003), et en 1978, la Banco Coca (es).

### Affaire de fraude, absorption par banco Santander et disparition
En 1993, Banesto, quatrième banque d'Espagne, se trouve au cœur d'un scandale financier lorsque la banque centrale d'Espagne découvre que le président de la banque, Mario Conde, a dissimulé 3,8 milliards d'euros de pertes.
La banque est finalement sauvée de la faillite en étant reprise par la banque centrale, puis en étant acquise, en 1994, par Banco Santander. Mario Conde sera condamné à 20 ans de prison.
En février 1998, Banco Santander lance une OPA sur 100 % du capital de Banesto, grâce à laquelle elle prend 97,5 % des parts.
En 2012, Banco Santander annonce son intention d'absorber définitivement Banesto et de faire disparaître la marque. Au moment de l'opération, Banesto est le 7ème organisme de prêt d'Espagne avec 100 milliards d'euros d'actifs et 8 303 employés.

### Liste des présidents
- Cayetano Sánchez Bustillo (es) (1902–1906)
- Manuel González Longoria (1906–1913)
- Manuel García Prieto (Marqués de Alhucemas) (1913–1927)
- José Gómez-Acebo (Marqués de Cortina) (1927–1933)
- Pablo Garnica y Echevarría (es) (1933–1960)
- Jaime Gómez-Acebo (1960–1970)
- Jose María Aguirre Gonzalo (1970–1984)
- Pablo Garnica Mansi (1984–1988)
- Mario Conde (1988–1993)
- Alfredo Sáenz Abad (es) (1993–2002)
- Ana Patricia Botín (2002–2010)
- Antonio Basagoiti García-Tuñón (es) (2010–)

## Sponsoring
Dans les années 1990, l'entreprise obtient une notoriété particulière en sponsorisant sur le Tour de France l'équipe de Miguel Indurain, qui remporte cinq fois l'épreuve sous ses couleurs.
Dans les années 2000, la banque est l'un des sponsors du tennisman espagnol Rafael Nadal.